# Heinkel He 70
L'Heinkel He 70 Blitz (in lingua tedesca fulmine, saetta) era un monomotore con configurazione alare ad ala di gabbiano invertita montata bassa, impiegato inizialmente come aereo di linea ed aereo postale dalla Deutsche Luft Hansa (DLH) e successivamente come bombardiere, ricognitore ed aereo da addestramento dalla Luftwaffe durante la seconda guerra mondiale.

## Storia del progetto
Nel 1931 il Reichsverkehrsministerium (RVM), l'allora ministero dei trasporti della Repubblica di Weimar, contattò sia la Junkers che la Heinkel con la richiesta per la progettazione di un aereo passeggeri e postale da fornire alla neofondata compagnia aerea di bandiera Deutsche LuftHansa (DLH) e che potesse eguagliare le prestazioni dei monomotori di produzione statunitense, il Lockheed Vega e il successivo Lockheed L-9 Orion.
Nello stesso periodo Ernst Heinkel aveva deciso di voler sviluppare un aereo passeggeri che risultasse il più veloce del mondo, un ambizioso obiettivo guardato con scetticismo sia dall'industria aeronautica tedesca che dalla direzione politica recentemente creata dall'avvento dell'epoca hitleriana. Negli Stati Uniti d'America la Lockheed Corporation aveva già proposto ai clienti civili il Lockheed Vega, monomotore dalle elevate prestazioni per brevi tratte, progenitore di una fortunata serie che stava cominciando a collezionare primati di velocità. Heinkel decise di accelerare i tempi e per il suo progetto si affidò allo stesso gruppo di ingegneri che diede alla luce l'Heinkel He 49, tra cui i fratelli Walter e Siegfried Günter.
L'He 70 aveva una struttura che permetteva fino a 5 posti a sedere per i passeggeri e necessitava del solo pilota come membro dell'equipaggio. La sezione passeggeri prevedeva un posto in fila dietro alla postazione di pilotaggio e due file di due posti ciascuno uno di fronte all'altro.
Il prototipo dell'He 70 venne portato in volo per la prima volta il 1º dicembre 1932. Il velivolo risultò superiore al già veloce Lockheed L-9 Orion, un monomotore di produzione statunitense che ne era antagonista diretto sia commercialmente, essendo anche acquistato dalla compagnia aerea svizzera Swissair, che tecnicamente. Al momento della sua presentazione il Blitz si dimostrò nettamente superiore ai suoi concorrenti internazionali, soprattutto grazie alla velocità che era in grado di raggiungere, ben 335 km/h. Nella versione commerciale a quattro passeggeri la velocità di crociera risultava solo di poco inferiore, 320 km/h, anche se spinta dall'unico motore BMW VI 7,3 sviluppante circa 600 CV. La caratteristica tecnica più rilevante del progetto He 70 era sicuramente l'ala ellittica, che i fratelli Günther già avevano utilizzato nel Bäumer B II Sausewind, e che diventò una firma caratteristica di molti loro progetti successivi.
I 15 esemplari prodotti in versione civile vennero forniti alla compagnia nazionale Deutsche Luft Hansa (DLH) la quale li utilizzò nel periodo tra il 1933 ed il 1937 sia per il collegamento veloce di Berlino con Amburgo e Colonia, sia per la linea diretta Colonia-Amburgo. Per collegare la Germania con la Spagna, nel periodo 1933-1936 la DLH lo utilizzò anche nella tratta internazionale Stoccarda-Siviglia.
Nel 1937 il Reichsluftfahrtministerium (RLM), che dal 1935 stava già ricevendo una fornitura degli He 70 ad uso militare, ordinò il trasferimento di tutti gli He 70 dalla DLH alla Luftwaffe. Inizialmente la fornitura militare prevedeva versioni da ricognizione e bombardamento leggero alle quali si sommarono successivamente quelle da collegamento e corriere aereo. Durante la Guerra civile spagnola i reparti volontari della Legione Condor disposero di 28 esemplari impiegati come ricognitori veloci i quali, grazie alla loro elevata velocità, venne dato il soprannome di "Rayo", fulmine in lingua spagnola.
L'He 70 K fu una versione da ricognizione ad alta velocità prodotta in Ungheria su licenza, motorizzata da un Manfred Weiss WM K-14 da 1 000 CV che non era altro che il francese Gnome-Rhône 14K costruito anch'esso su licenza. Venne utilizzato dalla Magyar Királyi Honvéd Légierő, la forza aerea ungherese, tra il 1941-1942, nelle prime fasi della seconda guerra mondiale.
Benché l'He 70 fosse utilizzato durante il conflitto solo come addestratore, in pratica fu il primo "schnellbomber" in dotazione alla Luftwaffe, capostipite della maggior parte dei bombardieri che parteciparono alla Battaglia d'Inghilterra ed all'attacco di Pearl Harbor.
La principale debolezza progettuale dell'He 70 divenne presto evidente. La sua struttura era infatti realizzata in un materiale chiamato "electron metal", una lega di magnesio molto leggera e rigida, ma che prendeva spontaneamente fuoco in presenza di aria sufficientemente calda, e l'unico sistema per spegnerla era coprendola di sabbia. Succedeva così che bastava un unico colpo di mitragliatrice leggera per mandare il velivolo in fiamme uccidendone l'equipaggio. Per questo motivo l'intera flotta di He 70 della Forza Aerea Ungherese venne messa a terra, sostituita con l'oramai sorpassato Heinkel He 46, un monoplano ad ala alta, fino all'arrivo dei più moderni caccia Messerschmitt Bf 109 ed in attesa di ricevere i pari ruolo Focke-Wulf Fw 189 Uhu, dei ricognitori da media quota che avrebbero avuto il compito di sostituirli.

### Influenza in altri progetti
L'He 70 è noto soprattutto per essere il diretto antenato del più famoso Heinkel He 111 che utilizzerà la stessa fusoliera e forma d'ala in una configurazione a due motori. La loro stretta somiglianza si può notare soprattutto nei disegni della sezione di coda e della cabina di pilotaggio delle prime versioni dell'He 111. Questo, entrato in servizio nel 1936, sarebbe diventato il più importante bombardiere dei primi anni della seconda guerra mondiale.
Un altro progetto all'avanguardia della Heinkel fu anche l'He 112, modello che partecipo' al bando di concorso indetto dall'RLM per la fornitura del primo aereo da caccia monoplano della Luftwaffe e dal quale uscì sconfitto nel confronto con il Messerschmitt Bf 109. Nonostante ciò l'He 112 fu prodotto in piccole quantità dimostrando anche in questo caso la bontà delle idee espresse nel progetto originale dell'He 70. Il caccia era sostanzialmente una versione in scala ridotta dell'He 70 condividendo la costruzione completamente metallica delle ali, in questo caso ad ali di gabbiano rovesciate.
Le esperienze sul He 70 sfociarono anche nella realizzazione di un aereo ad uso civile a lungo raggio nato da una specifica emessa nel 1937 dalla Deutsche LuftHansa, l'He 116, anche in questo caso notevolmente somigliante nella struttura alare e di coda. Il nuovo modello, un quadrimotore, venne utilizzato sia come aereo da trasporto che postale, sia in territorio nazionale che nel Manchukuo, e come fotoricognitore dalla Luftwaffe.
Gli studi effettuati dagli ingegneri giapponesi sull'He 70 inviato dagli alleati tedeschi portarono alla progettazione dell'Aichi D3A Val, un bombardiere leggero imbarcato destinato alla Dai-Nippon Teikoku Kaigun Kōkū Hombu, la componente aerea della Marina imperiale giapponese. Il Val condivideva con l'He 70 la similarità progettuale della caratteristica ala di forma ovale montata bassa sulla fusoliera. Questa era solo una delle numerose soluzioni tecniche trasferite grazie alla collaborazione con i progettisti Heinkel con l'industria aeronautica giapponese.
L'He 70 viene ritenuto possibile fonte ispiratrice anche di un altro celebre velivolo, il britannico Supermarine Spitfire, dotato anch'esso di un'ala a pianta ellittica. A sostegno di questa ipotesi si cita la presenza di un He 70 G sperimentale motorizzato Rolls-Royce Kestrel che effettuava prove di volo nei cieli d'Inghilterra nello stesso periodo di sviluppo dello Spit.

## Versioni
- He 70a: primo prototipo.
- He 70b: secondo prototipo, ad uso civile, dotato di 2 e 4 posti a sedere per i passeggeri.
- He 70c: terzo prototipo, ad uso militare, dotato di mitragliatrici MG 15 per i ruoli di addestratore, bombardiere leggero e collegamento.
- He 70d: quarto prototipo, ad uso civile, motorizzato BMW VI 7,3, realizzato nel 1934 per conto della DLH.
- He 70e: quinto prototipo, ad uso militare, motorizzato BMW VI 7,3, realizzato nel 1934 per conto della Luftwaffe per il ruolo di bombardiere leggero.
- He 70 A: versione passeggeri, realizzato per conto della DLH.
- He 70 D: versione passeggeri, realizzato in 12 esemplari per conto della DLH.
- He 70 E: versione bombardiere leggero in dotazione alla Luftwaffe, convertita successivamente nella versione F.
- He 70 F: versione da ricognizione in dotazione alla Luftwaffe.
- He 70 G: versione passeggeri in dotazione alla DLH, convertita dopo il 1937 nella versione F.
- He 70 K (He 170 A): versione ricognitore ad alta velocità, motorizzata da un radiale Manfred Weiss WM K-14 da 1.000 bhp, lo Gnome-Rhône 14K costruito su licenza in Ungheria.
- He 270 V1 (W.Nr. 1973, D-OEHF): prototipo dotato di un motore Daimler-Benz DB 601 Aa.

## Utilizzatori

### Civili

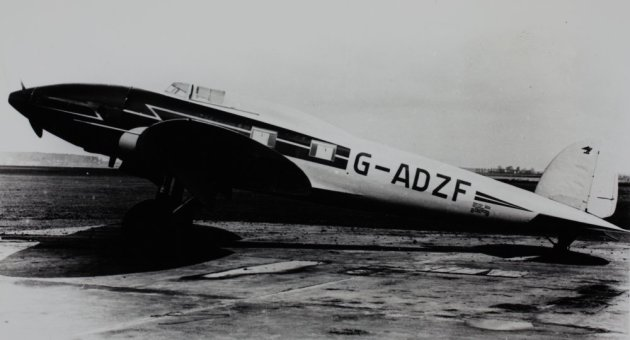
Heinkel He 70 (G-ADZF)

Germania
- Deutsche Luft Hansa (DLH)

2 prototipi nel 1933 e 1934, 3 He 70 D nel 1934 e 10 He 70 G nel 1935.
 Giappone
1 esemplare ricevuto per test di valutazione.
 Regno Unito
- Rolls-Royce Limited

1 He 70 G acquistato dalla Rolls-Royce Ltd motorizzato Rolls-Royce Kestrel V per test di valutazione.

### Militari
Germania
- Luftwaffe
  - Legione Condor

 Spagna
- Ejército del Aire

operò con 6 esemplari.
 Ungheria
- Magyar Királyi Honvéd Légierő

18 esemplari He 170 A, costruiti su licenza in Ungheria.

### Velivoli Comparabili
Stati Uniti
- Lockheed L-9 Orion

 Germania
- Heinkel He 170
- Heinkel He 270

 Giappone
- Aichi D3A